# Тукурингра
Тукури́нгра — горный хребет длиной 230 км на Дальнем Востоке России на территории Амурской области, часть горной цепи Янкан — Тукурингра — Соктахан — Джагды. Максимальная высота — 1604 м.

## Этимология
Название хребта происходит от эвенкийского тукур, токур, тукуур — «кольцо, изгиб»; суффикс -нгра показывает название гор, рек, озер. Таким образом Тукурингра — «кольцевой, изгибающийся», и действительно хребет имеет такую изогнутую форму.

## Описание
Разделяет Верхнезейскую и Амурско-Зейскую равнины.
Сложен метаморфическими сланцами и песчаниками. Присутствуют месторождения золота, киновари, железной и других руд. Сейсмичен.
Характеризуется среднегорным рельефом со следами древнего оледенения. На склонах хребта лиственничные леса и березняки с вкраплениями маньчжурских видов, представленных липой, лимонником и другими растениями. Выше лесов зона зарослей кедрового стланика, сменяющаяся каменными россыпями.
В восточной части хребта находится Зейский заповедник.
В ущелье реки Зеи в южной части хребта построена Зейская ГЭС.